# Station Dąbrowa Białostocka
Station Dąbrowa Białostocka is een spoorwegstation in de Poolse plaats Dąbrowa Białostocka.